# 連合学校教育学研究科
連合学校教育学研究科（れんごうがっこうきょういくがくけんきゅうか、英称:The United Graduate School of Education〈東京学芸大学で使用〉またはThe Joint Graduate School in the Sciences of School Education〈兵庫教育大学で使用〉）は、複数の国立大学から構成される博士後期課程、教育学の独立研究科である。全国2地区に設置されている。

## 全国の連合学校教育学研究科
東京学芸大学大学院 連合学校教育学研究科
構成校は東京学芸大学、埼玉大学、千葉大学、横浜国立大学。
兵庫教育大学大学院 連合学校教育学研究科
構成校は兵庫教育大学、上越教育大学、鳴門教育大学、岡山大学、岐阜大学、滋賀大学。